# Go-Sanjo
Imperador Go-Sanjo (後三条天皇, Go-Sanjo-tennō, 1034 — 1073) foi o 71º imperador do Japão, na lista tradicional de sucessão.

## Vida
Antes da sua ascensão ao Trono do Crisântemo,  seu nome pessoal era Takahito. Takahito foi o segundo filho do Imperador Go-Suzaku . Sua mãe era a Imperatriz Sadako, a terceira filha do Imperador Sanjo , também era conhecida como Tishi ou Yomei Mon In.
Takahito tornou-se príncipe herdeiro aos 12 anos de idade em 1045. Por não ser descendente direto dos Fujiwara, o kampaku Fujiwara no Yorimichi não queria que se tornasse príncipe herdeiro, mas Go-Suzaku decretou que quando  Go-Reizei fosse entronizado Takahito se tornaria o herdeiro. E como Go-Reizei não teve filhos, após a sua morte, Takahito tornou-se imperador.
Go-Sanjo reinou de 1068 a 1073. Recebeu o trono com a idade de 35 anos no dia 19 de abril de 1068, e tornou-se o primeiro imperador em 170 anos (desde o Imperador Uda ) cuja mãe era não era filha de um Fujiwara.
O irmão mais novo de Yorimichi, Norimichi se tornou seu Kampaku , mas Go-Sanjō estava determinado a governar pessoalmente e o poder de Norimichi ficou em segundo plano. Assim em 1069 promulga um decreto que regulava os Shoen e a criação de um departamento encarregado de fiscalizá-los. Em 1070 foi a vez de fazer uma legislação específica para a produção e comercialização da Seda com a criação de um departamento encarregado de fiscalizá-los. E em 1072 tratou de fortalecer as finanças da Casa Imperial, tendo em vista que o sistema de impostos sobre o uso da terra no Ritsuryō estava falido.
Em 18 de janeiro de 1072 no seu sexto ano de seu reinado, Go-Sanjō abdica em favor de seu filho, o futuro Imperador Shirakawa. Go-Sanjō se torna um sacerdote budista em 11 de maio de 1073 passando a ser conhecido como Kongo-Gyo. Go-Sanjō preparava as bases para governar sem a pressão do cargo (Daijō Tennō ou Jōkō, Imperador Enclausurado ou  Imperador de Clausura ainda Imperador Aposentado), no sistema que ficou conhecido posteriormente como Insei, mas morre logo em seguida, em 15 de junho de 1073 com a idade de 40 anos. E sera justamente seu filho que aperfeiçoará o sistema.
O Imperador Go-Sanjo é tradicionalmente venerado em um memorial no santuário xintoísta em Quioto. A Agência da Casa Imperial designa este local como Mausoléu de Go-Sanjo. E é oficialmente chamado Yensō-ji no misasagi.

## Daijō-kan
- Kampaku, Fujiwara no Norimichi (1068–1072).[3]
- Daijō Daijin, Fujiwara no Norimichi(1068 - 1072).[3]
- Sadaijin, Fujiwara no Norimichi, (1068-1069).
- Sadaijin, Fujiwara no Morozane, (1069–1072).[3]
- Udaijin, Fujiwara no Morozane, (1068–1069).
- Udaijin, Minamoto no Morofusa, (1069–1072).
- Naidaijin, Fujiwara no Nobunaga (1069-1072).